# Ob
Ob (ros. Обь, Ob´) – rzeka w azjatyckiej części Rosji, na Nizinie Zachodniosyberyjskiej.

## Przebieg i parametry

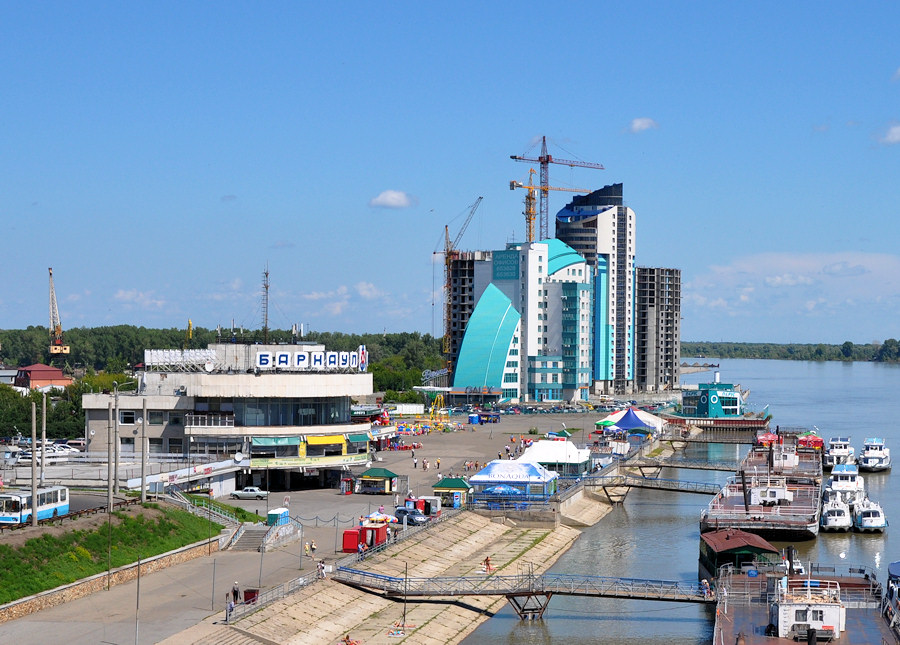
Ob w Barnaule

Długość (od źródeł rzek Katuni i Bii w Ałtaju) wynosi 4338 km lub 5570 km (od źródeł Irtyszu). Wpada do Zatoki Obskiej na Morzu Karskim, tworząc deltę długości 80 km i szerokości 30–90 km.
W górnym biegu płynie przez tereny wyżynne. Częściowo wypełniona wodami Zbiornika Nowosybirskiego (powierzchnia 1070 km²). W dolnym biegu płynie bardzo wolno, tworząc wokół bagna. Regularnie wylewa w lecie. Toczy średnio 12 400 m³ wody na sekundę (maksymalnie 42 800 m³/s). Od Nowosybirska nabiera cech rzeki nizinnej i przecina Nizinę Zachodniosyberyjską. Poniżej ujścia Irtysza występuje asymetria brzegów: prawy jest wysoki i stromy, lewy jest niski.
Od miejscowości Pieriegriobnoje rzeka dzieli się na dwie główne odnogi: Wielki Ob (długość 446 km) i Mały Ob (długość 456 km). Łączą się one koło miasta Salechard w jedno koryto o szerokości do 20 km i głębokości do 40 m. Uchodzi do Zatoki Obskiej na Morzu Karskim.
Główne dopływy to: Agan, Alej, Anuj, Bolszoj Jugan, Czarysz, Czumysz, Czułym, Inia, Irtysz, Kiet´, Szczuczja, Szegarka, Tom, Wach, Wasiugan.

## Przyroda
Rzeka jest bogata w ryby. U ujścia i w Zatoce Obskiej występują zwłaszcza jesiotrowate (np. jesiotr syberyjski i sterlet) oraz łososiowate (m.in. nelma, muksun i peluga). Masowe wędrówki w górę rzeki ryby te odbywają w okresie tarła. W środkowym biegu żyją natomiast płoć, szczupak, jaź, okoń, karaś, jelec i miętus.

## Gospodarka
Pokrywa lodowa trwa od 170 dni w biegu górnym do 220 dni w biegu dolnym. Ob żeglowny jest na całej długości, 80% ładunków stanowi drewno, w biegu górnym i środkowym rozwinięte jest rybołówstwo (jesiotr, sterlet, nelma). Powyżej Nowosybirska znajduje się duża elektrownia wodna. W dolnym biegu są wielkie złoża ropy naftowej i gazu ziemnego.